# Rechtenbach
Rechtenbach ist eine Gemeinde im unterfränkischen Landkreis Main-Spessart. Die Gemeinde ist Mitglied der Verwaltungsgemeinschaft Lohr am Main.

## Geographie

### Geographische Lage
Rechtenbach liegt in der Region Würzburg im Spessart. Der topographisch höchste Punkt der Gemeinde befindet sich mit 536,6 m ü. NHN (Lage) an der Weickertshöhe, der niedrigste liegt an der B 26 kurz vor Lohr auf 203 m ü. NHN (Lage).

### Gemeindegliederung
Es gibt nur einen Gemeindeteil, das Pfarrdorf Rechtenbach, jedoch zwei Gemarkungen: Rechtenbach und Rothenberg (bis Ende 2013 gemeindefrei).
Die Gemarkung Rechtenbach zerfällt in zwei durch die so genannte Weickertshöhe (im gemeindefreien Gebiet Forst Lohrerstraße) getrennte Gebietsteile, nämlich die unbesiedelte Weickertswiese im Nordwesten sowie das bewohnte Gemeindegebiet im Südosten mit dem Dorf Rechtenbach.
Die Gemarkung Rothenberg gliedert sich in neun historische Forstabteilungen.

### Nachbargemeinden
| Partensteiner Forst (Gemeindefreies Gebiet) |                                             |                    |
|                                             | Kompassrose, die auf Nachbargemeinden zeigt | Stadt Lohr am Main |
| Forst Lohrerstraße (Gemeindefreies Gebiet)  |                                             |                    |

## Name
Ihren Namen hat die Gemeinde vom gleichnamigen Rechtenbach, der dem Main in Lohr am Main zufließt.

## Geschichte

### Bis zur Gemeindegründung
Rechtenbach wurde am 18. August 1522 in einer Urkunde des Grafen Philipp von Rieneck erstmals erwähnt und war eine Industriesiedlung, in der bis 1791 Flachglas für die Spiegel der Lohrer Staatsmanufaktur hergestellt wurde. Rechtenbach kam als Teil des Erzstifts Mainz im Reichsdeputationshauptschluss 1803 an das neu gebildete Fürstentum Aschaffenburg, das ab 1810 ein Departement des Großherzogtums Frankfurt wurde. 1812 lag Rechtenbach mit dem „herzoglich von Dalbergischen Lehnhofe“ als Mairie mit 75 Feuerstellen und 471 Einwohnern in der Districtsmairie Lohr; Maire war Joseph Amrhein, seine Adjuncte hießen Christoph Bartel und Johann Adam Metzcher, Pfarrer war der Franziskaner Ambrosius Münch und Schullehrer war Johann Daus. 1814 fiel Rechtenbach an Bayern. Im Zuge der Verwaltungsreformen in Bayern entstand mit dem Gemeindeedikt von 1818 die heutige Gemeinde.

### Verwaltungsgeschichte
Im Jahr 1862 wurde das Bezirksamt Lohr am Main gebildet, auf dessen Verwaltungsgebiet Rechtenbach lag. 1939 wurde wie überall im Deutschen Reich die Bezeichnung Landkreis eingeführt. Rechtenbach war dann eine der 26 Gemeinden im Landkreis Lohr am Main. Mit der Auflösung des Landkreises Lohr am Main kam Rechtenbach am 1. Juli 1972 in den neu gebildeten Landkreis Mittelmain, der zehn Monate später seinen endgültigen Namen Landkreis Main-Spessart erhielt.
Zum 1. Januar 2014 wurde das unbewohnte gemeindefreie Gebiet Rothenberg eingegliedert. Dadurch vergrößerte sich die Fläche der Gemeinde von 2,09 auf 7,27 km². Durch die Eingliederung wurde das Gemeindegebiet eine zusammenhängende Fläche und die frühere unbewohnte Exklave Weickertswiese im Nordwesten mit einer Fläche von 96 Hektar verlor ihre Exklaveneigenschaft, obwohl sie nur eine rund fünf Meter lange Grenze mit der Gemarkung Rothenberg aufweist.

### Einwohnerentwicklung
- 1961: 1068 Einwohner
- 1970: 1158 Einwohner
- 1987: 1107 Einwohner
- 1991: 1159 Einwohner
- 1995: 1142 Einwohner
- 2000: 1096 Einwohner
- 2005: 1049 Einwohner
- 2010: 0986 Einwohner
- 2015: 1003 Einwohner
- 2020: 0994 Einwohner

## Politik
Die Gemeindesteuereinnahmen betrugen im Jahr 2009 520.000 €, davon betrugen die Gewerbesteuereinnahmen (netto) 22.000 €.

### Bürgermeister und ähnliche Funktionsträger
Schultheißen
1795–1800 Josef Amrhein
1800–1805 Christoph Bartel
1805–1810 Heinrich Josef Matre
ab 1810 Hartmann
Vorsteher
bis 1821 derselbe Hartmann
1821–1823 Kohl
1828–1831 Franz
1831–1836 Hartmann Friedrich
1836–1840 Herte
1840–1842 Hartmann
1842–1847 Weigand
1848–1855 Matre
1855–1869 Herteux
Bürgermeister
1869–1876 derselbe Herteux
1877–1888 Matre
1888–1890 August Philipp Herteux,
1890–1894 Geist
1894–1919 Max Matreux (Bayerische Zentrumspartei)
1919–1933 Georg Noll (SPD)
1933–1945 Ottmar Hepp
1945–1956 Josef Schattmann (CSU)
1956–1966 Otto Väthjunker
1966–1978 Leo Väthjunker
1978–1996 Gerd Kretz
1996–2008 Helmut Geist (SPD)
2008–2014 Andreas Frech
2014–2020 Klaus Bartel
seit 2020 Christian Lang

### Gemeinderat
Die Gemeinderatswahlen seit 2008 ergaben folgende Stimmenanteile bzw. Sitzverteilungen:
| Partei/Liste    | 2020    | 2020    | 2014  | 2008   |
| Partei/Liste    | %       | Sitze   | Sitze | %      |
| --------------- | ------- | ------- | ----- | ------ |
| Bürgerliste     | 98,43   | 12      | –     | –      |
| Freie Wähler    | –       | –       | 5     | 43,6   |
| CSU             | –       | –       | 4     | 33,0   |
| SPD             | –       | –       | 3     | 23,5   |
| Wahlbeteiligung | 64,90 % | 64,90 % |       | 73,7 % |

### Wappen
| Wappen Gde. Rechtenbach | Blasonierung: „In Rot schräg gekreuzt ein silbernes Glasblasrohr mit silbernem Glas und ein Schwellenhauerbeil, darüber eine goldene, unten gestümmelte heraldische Lilie, darunter ein senkrechtes goldenes Eichenblatt.“ |
| Wappen Gde. Rechtenbach | |

## Kultur und Sehenswürdigkeiten

### Naturdenkmäler
- Kobertsquelle, renaturierte Wasserquelle mit kleinen Teichen auf dem Rothenberg.

## Wirtschaft einschließlich Land- und Forstwirtschaft
Es gab am 30. Juni 2020 nach der amtlichen Statistik 25 sozialversicherungspflichtig Beschäftigte am Arbeitsort. Sozialversicherungspflichtig Beschäftigte am Wohnort gab es insgesamt 434. Im verarbeitenden Gewerbe gab es nur Betriebe mit weniger als 20 Beschäftigten, im Bauhauptgewerbe keine Betriebe. Zudem bestanden im Jahr 2016 vier landwirtschaftliche Betriebe mit einer landwirtschaftlich genutzten Fläche von insgesamt 35 ha, alles Dauergrünland.

## Bildung
Es gibt folgende Einrichtungen (Stand: 2021):
- Kindergärten: 42 Kindergartenplätze mit 24 Kindern.[10]